# Kiruna stad
Kiruna stad var en tidigare kommun i Norrbottens län. Centralort var Kiruna och kommunkod 1952–1970 var 2484.

## Administrativ historik
Den 23 december 1908 inrättades Kiruna municipalsamhälle inom Jukkasjärvi landskommun. 40 år senare, den 1 januari 1948 (enligt beslut den 24 oktober 1947), fick Kiruna stadsrättigheter och hela den ytmässigt stora landskommunen ombildades därmed till Kiruna stad, samtidigt som municipalsamhället upplöstes. Detta var en av de sista stadsbildningarna i Sverige och ledde till att Kiruna därmed blev Sveriges största stad till ytan. Befolkningen i den nya staden var 17 947 invånare den 31 december 1947, varav 10 287 bodde i det tidigare municipalsamhället.
Kommunreformen 1952 påverkade inte indelningarna i området, då varken Västerbottens eller Norrbottens län berördes av reformen.
1 januari 1971 gick Kiruna stad samman med Karesuando landskommun för att bilda den nya Kiruna kommun.

### Judiciell tillhörighet
I likhet med andra under 1900-talet inrättade stadskommuner fick staden inte egen jurisdiktion utan låg fortsatt under landsrätt i Gällivare domsaga och Jukkasjärvi och Karesuando tingslag.

### Kyrklig tillhörighet
I kyrkligt hänseende hörde Kiruna till de två församlingarna Jukkasjärvi och Vittangi.

### Sockenkod
För registrerade fornfynd med mera så återfinns staden inom ett område definierat av sockenkod 0179 som motsvarar den omfattning staden hade kring 1950 vilket innebär koden också använd för Jukkasjärvi socken.

## Stadsvapnet
Blasonering: Sköld delad av silver, vari ett blått järnmärke, och blått, vari en fjällripa av silver med röd beväring, därest dylik skall förekomma.
Detta vapen fastställdes av Kungl. Maj:t år 1949. Vapnet förs idag av den nuvarande Kiruna kommun. Se artikeln om Kiruna kommunvapen för mer information.

## Geografi

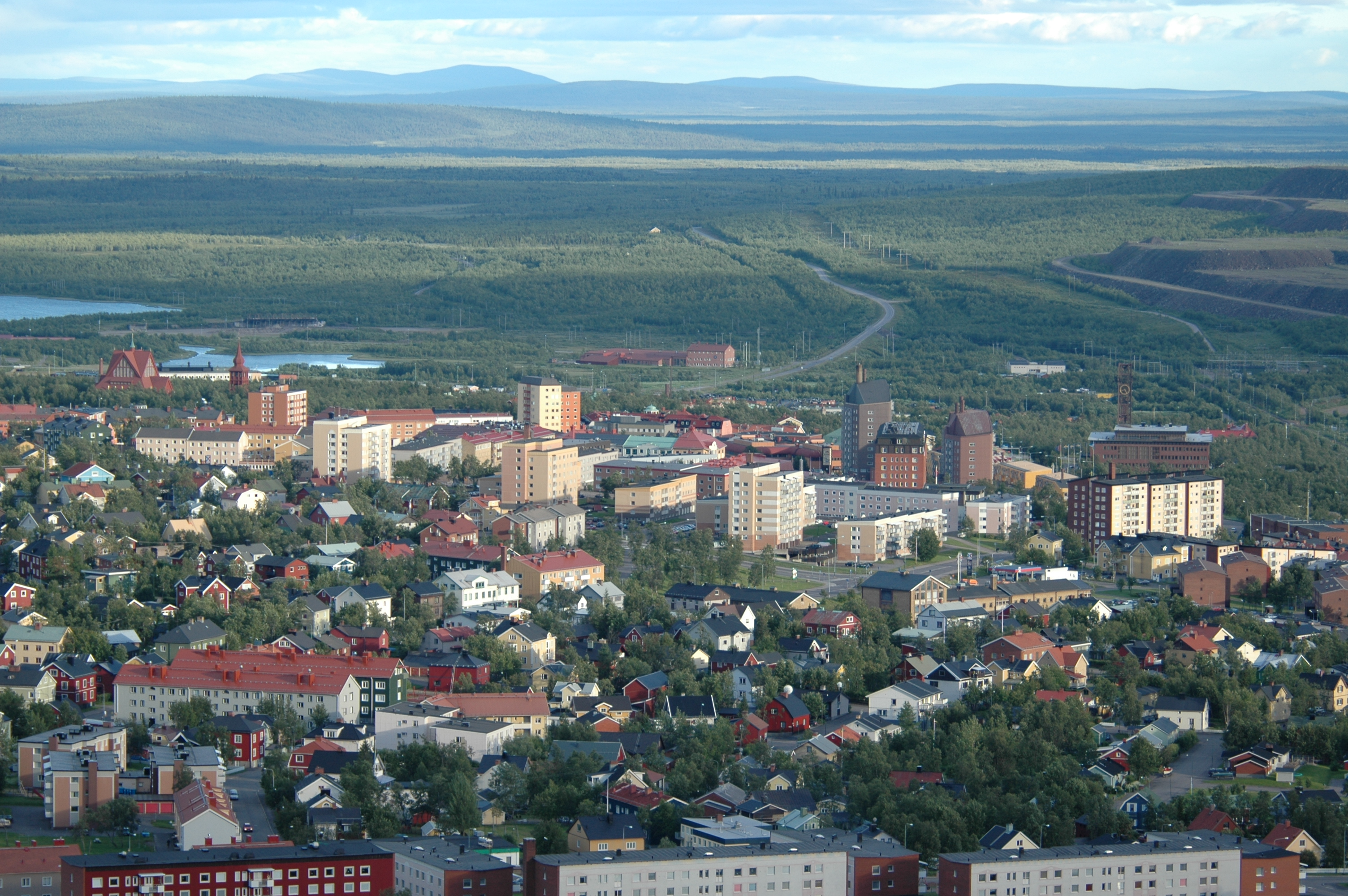
Vy över Kiruna från gruvberget Luossavaara.

Kiruna stad hade den 1 januari 1948 en area på 14 136,75 km², varav 13 181,10 km² var land. Stadens yta ändrades inte under dess existens.

### Tätorter i staden 1960
| Tätort       | Folkmängd |
| ------------ | --------- |
| Kiruna       | 19 348    |
| Tuolluvaara  | 1 306     |
| Vittangi     | 1 153     |
| Jukkasjärvi  | 540       |
| Övre Soppero | 441       |
| Svappavaara  | 291       |
| Lainio       | 236       |
| Masugnsbyn   | 228       |

Tätortsgraden i staden var den 1 november 1960 88,2 procent.

## Näringsliv

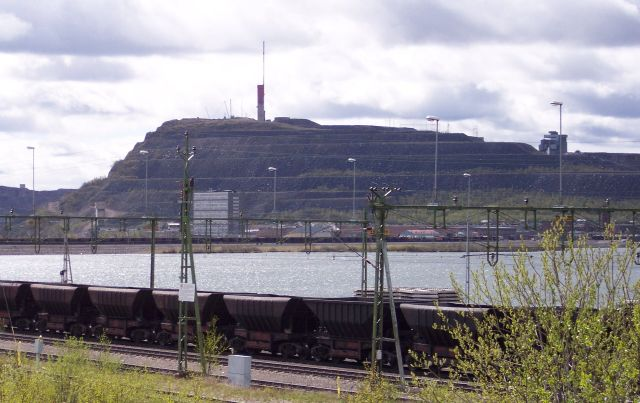
Kiirunavaara, med malmvagnar från LKAB i förgrunden.

Vid folkräkningen den 31 december 1950 var kommunens befolknings huvudnäring uppdelad på följande sätt:
- 32,8 procent av befolkningen levde av gruvbrytning
- 17,9 procent av industri och hantverk
- 14,9 procent av jordbruk med binäringar
- 13,9 procent av samfärdsel
- 8,7 procent av offentliga tjänster m.m.
- 6,2 procent av handel
- 1,2 procent av husligt arbete
- 4,4 procent av ospecificerad verksamhet.

Av den förvärvsarbetande befolkningen jobbade 28,3 procent med gruvbrytning.

## Befolkningsutveckling
| Befolkningsutvecklingen i Kiruna stad 1950–1970 | Befolkningsutvecklingen i Kiruna stad 1950–1970 | Befolkningsutvecklingen i Kiruna stad 1950–1970 | Befolkningsutvecklingen i Kiruna stad 1950–1970 | Befolkningsutvecklingen i Kiruna stad 1950–1970 |
| --- | ----------------------------------------------- | ----------------------------------------------- | ----------------------------------------------- | ----------------------------------------------- |
| |                                                 |                                                 |                                                 |                                                 |
| År |                                                 |                                                 | Folkmängd                                       |                                                 |
| 1950 | 1950                                            |                                                 | 19 107                                          |                                                 |
| 1955 | 1955                                            |                                                 | 22 374                                          |                                                 |
| 1960 | 1960                                            |                                                 | 26 703                                          |                                                 |
| 1965 | 1965                                            |                                                 | 28 303                                          |                                                 |
| 1970 | 1970                                            |                                                 | 29 239                                          |                                                 |
| Anm: 1950 avser befolkning enligt folkräkning den 31 december enligt den administrativa indelningen den 1 januari 1952. 1955 avser den kyrkobokförda befolkningen den 31 december enligt den administrativa indelningen den 1 januari följande år. 1960 och 1965 avser befolkning enligt folkräkning den 1 november enligt den administrativa indelningen den 1 januari följande år. 1970 avser befolkning enligt folkräkning den 1 november i det område som Kiruna stad omfattade när den ombildades till Kiruna kommun 1 januari 1971. |                                                 |                                                 |                                                 |                                                 |

## Politik

### Mandatfördelning i valen 1950-1966
| 12 | 19 | 6 | 3 |

| 37 |

| 10 | 19 | 7 | 4 |

| 35 |

| 9 | 21 | 5 | 5 |

| 34 | 6 |

| 9 | 22 | 5 | 4 |

| 33 | 7 |

| 10 | 19 | 7 |  | 3 |

| 33 | 7 |

### Fotnoter
1. 1 2 3 4  Folkräkningen, den 1 november 1960, I : Folkmängd inom kommuner och församlingar efter kön, ålder, civilstånd m. m., SCB, 1961, läs online.[källa från Wikidata]
2. ↑  Per Andersson: Sveriges kommunindelning 1863-1993, Draking, Mjölby 1993, ISBN 91-87784-05-X, s. 99
3. 1 2 3   (PDF) Folkräkningen den 31 december 1950, I, Areal och folkmängd inom särskilda förvaltningsområden m.m., Tätorter. Stockholm: Statistiska centralbyrån. 1952-05-19. sid. 6* & 122. Arkiverad från originalet den 1 oktober 2014. https://www.webcitation.org/6T09ZkyrB?url=http://www.scb.se/Grupp/Hitta_statistik/Historisk_statistik/_Dokument/SOS/Folkrakningen_1950_1.pdf. Läst 9 oktober 2014 Arkiverad 29 oktober 2013 hämtat från the Wayback Machine.
4. ↑   ( PDF) Folkmängden inom administrativa områden den 31 december 1947. Sveriges officiella statistik - Folkmängden och dess förändringar. Stockholm: Statistiska centralbyrån. 1948. sid. 38 & 42. Arkiverad från originalet den 16 november 2017. https://web.archive.org/web/20171116185026/http://www.scb.se/H/SOS%201911-/Befolkningsstatistik/Folkm%C3%A4ngden%20inom%20administrativa%20omr%C3%A5den%20(SOS)%201910-1961/Folkm%C3%A4ngden-inom-administrativa-omr%C3%A5den-1926.pdf. Läst 31 maj 2019
5. ↑  Elsa Trolle Önnerfors: Domsagohistorik - Gällivare tingsrätt (del av Riksantikvarieämbetets Tings- och rådhusinventeringen 1996-2007)
6. ↑  ”Förteckning (Sveriges församlingar genom tiderna)”. Skatteverket. 1989. http://www.skatteverket.se/privat/folkbokforing/omfolkbokforing/folkbokforingigaridag/sverigesforsamlingargenomtiderna/forteckning.4.18e1b10334ebe8bc80003999.html. Läst 17 december 2013.
7. ↑  Fornminnesregistret, Riksantikvarieämbetet: Kiruna stad Fornminnen i socknen erhålls på kartan genom att skriva in sockennamn (utan "socken") i "Ange geografiskt område"
8. ↑  Svenska Heraldiska Föreningens vapendatabas
9. ↑   (PDF) Folk- och bostadsräkningen 1970, Del 1. Befolkning i kommuner och församlingar m.m.. Stockholm: Statistiska centralbyrån. 1972. sid. 69. Arkiverad från originalet den 6 juli 2015. https://www.webcitation.org/6ZpNsyqr4?url=http://www.scb.se/Grupp/Hitta_statistik/Historisk_statistik/_Dokument/SOS/Folk_o_bostadsrakningen_1970_1.pdf. Läst 6 juli 2015 Arkiverad 24 september 2015 hämtat från the Wayback Machine.
10. ↑   (PDF) Folkräkningen den 1 november 1960, II, Folkmängd inom tätorter efter kön, ålder och civilstånd.. Stockholm: Statistiska centralbyrån. 1961-10-31. sid. 33. Arkiverad från originalet den 29 juni 2015. https://www.webcitation.org/6ZeEB9Ija?url=http://www.scb.se/Grupp/Hitta_statistik/Historisk_statistik/_Dokument/SOS/Folkrakningen_1960_02.pdf. Läst 30 juni 2015 Arkiverad 24 september 2015 hämtat från the Wayback Machine.
11. 1 2   (PDF) Folkräkningen den 31 december 1950, IV, Totala räkningen: folkmängden efter yrke i kommuner, församlingar och tätorter. Stockholm: Statistiska centralbyrån. 1954-10-08. sid. 190-191. Arkiverad från originalet den 30 juni 2015. https://www.webcitation.org/6Zfas4HUP?url=http://www.scb.se/Grupp/Hitta_statistik/Historisk_statistik/_Dokument/SOS/Folkrakningen_1950_4.pdf. Läst 30 juni 2015 Arkiverad 24 september 2015 hämtat från the Wayback Machine.
12. ↑  ”Historisk statistik efter serie”. Statistiska centralbyrån. Arkiverad från originalet den 30 december 2017. https://web.archive.org/web/20171230122632/http://www.scb.se/sv_/hitta-statistik/historisk-statistik/digitaliserat---statistik-efter-serie/. Läst 31 maj 2019.
13. ↑  ”Folkräkningen 1910–1960”. Statistiska centralbyrån. Arkiverad från originalet den 22 augusti 2018. https://web.archive.org/web/20180822113519/https://www.scb.se/sv_/Hitta-statistik/Historisk-statistik/Digitaliserat---Statistik-efter-serie/Sveriges-officiella-statistik-SOS-utg-1912-/Folk--och-bostadsrakningarna-1860-1990/Folkrakningen-1910-1960/. Läst 31 maj 2019.
14. ↑  ”Folk- och bostadsräkningen 1965–1990”. Statistiska centralbyrån. Arkiverad från originalet den 22 augusti 2018. https://web.archive.org/web/20180822145518/https://www.scb.se/sv_/Hitta-statistik/Historisk-statistik/Digitaliserat---Statistik-efter-serie/Sveriges-officiella-statistik-SOS-utg-1912-/Folk--och-bostadsrakningarna-1860-1990/Folk--och-bostadsrakningen-1965-1990/. Läst 31 maj 2019.